# 葉山良二
葉山 良二（はやま りょうじ、1932年11月9日 - 1993年1月3日）は、日本の俳優。千葉県鴨川市出身。本名は山口 良一郎。妻は浜田ゆう子。

## 人物
日本大学経済学部在学中に1953年度ミスター平凡グランプリの栄冠に輝いたのが縁で、日活第2期ニューフェイスとなる。日活スターの一人として数々の映画に出演した。
映画産業の斜陽化後はテレビに活動の場を移し『非情のライセンス』の四方刑事、『特別機動捜査隊』の日高主任などを演じる一方、重厚な悪役としても活躍。時代劇の黒幕役などで憎々しい演技を見せた。
浜田ゆう子との間に1女をもうけ、その娘は1990年に葉山知穂の芸名で女優デビューしている。
1993年1月3日、心不全により大阪市の病院で死去。60歳没。

## 出演

### 映画
- 乳房よ永遠なれ（1955年、日活）
- ただひとりの人（1956年、日活）
- ただひとりの人 第二部（1956年、日活）
- 東京の人 前後篇（1956年、日活）
- 続・ただひとりの人（1956年、日活）
- 乙女心の十三夜（1956年、日活）
- 黒帯有情 花と嵐（1956年、日活）
- 青い怒涛（1956年、日活）
- 最後の戦斗機（最後の戦闘機）（1956年、日活）
- しあわせはどこに（1956年、日活）
- 続・飢える魂（1956年、日活）
- 花の運河（1956年、日活）
- 川上哲治物語 背番号16（1957年、日活）
- 女豹とならず者（1957年、日活）
- お転婆三人姉妹　踊る太陽（1957年、日活）
- 白夜の妖女（1957年、日活）
- マダム（1957年、日活）
- 命も恋も（1957年、日活）
- 哀愁の園（1957年、日活）
- 永遠に答えず（1957年、日活）
- 白夜の妖女（1957年、日活）
- 街燈（1957年、日活）
- 美徳のよろめき（1957年、日活）
- 誘惑（1957年、日活）
- 人間魚雷出撃す（1957年、日活）
- 悪魔と天使の季節（1958年、日活）
- 永遠に答えず 完結篇（1958年、日活）
- 佳人（1958年、日活）
- 完全な遊戯（1958年、日活）
- 夜の狼（1958年、日活）
- 忘れ得ぬ人（1958年、日活）
- 続・忘れ得ぬ人（1958年、日活）
- 男なら夢をみろ（1959年、日活）
- 世界を賭ける恋（1959年、日活）
- 仮面の女（1959年、日活）
- 才女気質（1959年、日活）
- 風のある道（1959年、日活）
- 地獄の曲り角（1959年、日活）
- 地図のない町（1960年、日活）
- 霧笛が俺を呼んでいる（1960年、日活）
- 十六歳（1960年、日活）
- 嵐を突っ切るジェット機（1961年、日活）
- どじょっこの歌（1961年、日活）
- 俺の血が騒ぐ（1961年、日活）
- メキシコ無宿（1962年、日活）
- 渡り鳥故郷へ帰る（1962年、日活）
- 泥だらけのいのち（1963年、日活）
- アカシアの雨がやむとき（1963年、日活）
- 霧に消えた人（1963年、日活）
- 早射ちジョー 砂丘の決斗（1964年、日活）
- 姿なき拳銃魔（1964年、日活）
- 拳銃無頼帖 流れ者の群れ（1965年、日活）
- 北国の街（1965年、日活）
- 高原のお嬢さん（1965年、日活）
- 東京は恋する（1965年、日活）
- 大空に乾杯（1966年、日活）
- 嵐来たり去る（1967年、日活）
- みな殺しの拳銃（1967年、日活）
- 錆びたペンダント（1967年、日活）
- 爆破3秒前（1967年、日活）
- 関東も広うござんす（1967年、日活）
- 君は恋人（1967年、日活）
- 関東刑務所帰り（1967年、日活）
- 遊侠三国志 鉄火の花道 (1968年、日活)
- 無頼非情（1968年、日活）
- 縄張はもらった（1968年、日活）
- 無頼 黒匕首（1968年、日活）
- 懲役三兄弟（1969年、東映）
- 広域暴力 流血の縄張（1969年、日活）
- 昭和やくざ系図 長崎の顔（1969年、日活）
- やくざ番外地 抹殺（1969年、日活）
- 昭和残侠伝 人斬り唐獅子（1969年、東映）
- 関東テキヤ一家 喧嘩仁義（1970年、東映）
- やくざ刑事（1970年、東映） - 三浦欣吾
- 関東テキヤ一家 天王寺の決斗（1970年、東映）
- トラ・トラ・トラ!（1970年、20世紀フォックス）
- 懲役太郎 まむしの兄弟（1971年、東映）
- 実録 私設銀座警察（1973年、東映）
- 前科おんな 殺し節（1973年、東映）
- 山口組外伝 九州進攻作戦（1974年、東映）
- あゝ決戦航空隊（1974年、東映）
- 直撃地獄拳 大逆転（1974年、東映）
- 横浜暗黒街 マシンガンの竜（1976年、東映）
- 遠野物語（1984年、日本ヘラルド映画）
- 修羅の群れ（1984年、東映）
- 国東物語（1985年、エキプ・ド・シネマ）
- トリナクリア PORSCHE 959（1987年、日本ヘラルド映画）

など

### テレビ映画
- 雪燃え（1964年）
- 夜間飛行（1965年）
- 三匹の侍 第5シリーズ 第23話「紙人形」（1968年） - 水木左門
- プレイガール
  - 第3話「情無用の女ども」（1969年） - アラン浜田
  - 第71話「怪談・怨霊館の妖女」（1970年）
- 特命捜査室 第3話「真虹のプールサイド」（1969年）
- フラワーアクション009ノ1 第5話「怪盗ルパンSOS」（1969年） - 怪盗ルパン
- 徳川おんな絵巻
  - 第7話「お妾拝領仕る」・第8話「嫁地獄」（1970年） - 保科正容
  - 第32話「美しき女教師」・第33話「戦場のなでしこ隊」（1971年） - 松平容保
- 紅つばめお雪 第8話「昨日を失った娘」（1970年） - 沼垣平四郎
- 特別機動捜査隊
  - 第486話「明日は来たらず」（1971年） - 浩
  - 第600話「海は帰らない」（1973年） - 川崎
  - 第699話「春の色泥棒伝」（1975年） - 伊丹
  - 第740話「汚れた18歳」（1976年） - 佐川
  - 第746話「愛憎の炎」（1976年） - 板倉秀彦
  - 第757話「霊柩車を撃て!」（1976年） - 第799話「娘の思春期」（1977年） - 日高主任
- キイハンター
  - 第172話「ダイヤモンドと女と泥棒たち」（1971年） - 早水竜二
  - 第217話「100万ドル奪回大捜査網」（1972年） - 100万ドル強盗団のボス･影山
  - 第240話「危機一髪! 死の接吻作戦」（1972年）
  - 第249話「お年玉は必殺必中の弾丸!」（1973年）
- ターゲットメン 第12話「午后四時に死ね!」（1971年） - 伊丹
- 荒野の素浪人 第4話「狙撃 関八州取締り」（1972年） - 小山達人
- さすらいの狼 第9話「竜が怒る剣の舞」（1972年）
- 二人の素浪人 第1話「砂金が呼ぶ野良犬殺法」（1972年） - 菊地兵衛
- 長谷川伸シリーズ 第17話「越後獅子祭り」（1973年） - 駒沢番十郎
- 素浪人 天下太平 第1話「さくらの花の咲く頃に」（1973年） - 大槻伝四郎
- 非情のライセンス 第1シリーズ（1973年） - 第2シリーズ 第58話「兇悪の雨に濡れて」（1975年） - 四方良二刑事
- 旗本退屈男
  - 第3話「小判の追跡」 (1973年)
  - 第16話「謎の献上水」（1974年）
- ぶらり信兵衛 道場破り 第5話「奇妙な仇討ち」（1973年） - 仁藤昂軒
- 江戸を斬る 梓右近隠密帳 第20話「将軍家謀殺」（1974年） - 本多上野介正純
- ご存知遠山の金さん 第33話「殴られた娘」（1974年） - 扇三郎
- おんな浮世絵 紅之介参る! 第26話「男蝶女蝶」（1975年、NTV / ユニオン映画）
- ザ★ゴリラ7 第6話「お湯に群がる野獣ども」（1975年） - 伊山（伊山観光社長）
- 賞金稼ぎ 第11話「宿場のガンスモーク」（1975年） - 岩倉陣内
- 伝七捕物帳 第85話 「恋の飛脚は東海道」（1975年） - 京乃屋
- 夜明けの刑事 第56話「夜明けに白バラが散った!!」（1976年）　- 岩倉総業社長
- お耳役秘帳 第2話「噂」（1976年） - 黒川玄蕃
- 銭形平次 第528話「怪盗ざんげ」（1976年） - 遠州屋徳兵ヱ
- ベルサイユのトラック姐ちゃん
  - 第3話「ベルトラ姐ちゃん大進撃!」（1976年） - 酔客
  - 第19話「燃える女の子守唄」（1976年）
- 人魚亭異聞 無法街の素浪人 第16話「硝煙の市街戦」（1976年） - 小松亮太郎
- 新幹線公安官 第1話「ひかり3号の復讐」（1977年） - 丸山公安官
- 大江戸捜査網
  - 第322話「悪夢に泣く少女の叫び」（1978年） - 及川監物
  - 第341話「姿なき闇の仕掛人」（1978年） - 黒木玄蕃
  - 第438話「女三味線わかれ唄」（1980年） - 板垣左馬之助
  - 第448話「悲恋 女隠密怒りの叫び」（1980年） - 三木本主膳
  - 第615話「新隠密登場! つばくろの茜」（1983年） - 御子神安房守
- 必殺シリーズ
  - 江戸プロフェッショナル 必殺商売人 第7話「嘘か真実かまことが嘘か」（1978年） - 大前田英五郎
  - 必殺仕事人 第14話「情は人のためにならないか?」（1979年） - 笠井勝之助
  - 新・必殺仕事人 第19話「主水夜長にガッカリする」（1981年） -久坂主膳
- 暴れん坊将軍シリーズ（ANB / 東映)
  - 吉宗評判記 暴れん坊将軍
    - 第34話「嵐の中に舞う女」（1978年） - 堀田駿河守
    - 第70話「三万石よりどじょう鍋」（1979年） - 石岡瀬左衛門
    - 第83話「天下を狙う盗賊」（1979年） - 雲霧仁左衛門
    - 第124話「溺れて手柄をたてた奴」（1980年）- 難波監物
    - 第150話「花も恥じらう白浪渡世」（1981年）- 分部雅楽頭
    - 第184話「影に踊らされた男」（1981年） - 神保讃岐守

  - 暴れん坊将軍II
    - 第28話「決斗!但馬八鹿のあばれ駒」（1983年） - 森田大炊頭
    - 第78話「少女監禁! 天使たちの反乱」（1984年） - 万五郎
    - 第105話「母も哀しき女郎蜘蛛!」（1985年） - 伝蔵

  - 暴れん坊将軍III
    - 第47話「激震！なまず武士の怒り」 （1989年） - 船山重右衛門
    - 第67話「まさか!辰五郎が不倫!?」 （1989年） - 小出図書之助
    - 第82話「帰って来た炎の男」（1989年） - 成瀬彦太夫
    - 第127話「柔肌いのち、悲しき裏切り!」（1990年） - 土屋主膳
- チェックメイト78 第11話「シューベルトを聴く警部」（1978年）
- 大都会 PARTIII
  - 第16話「殺人犯奪回要求」（1979年） - 権田満
  - 第30話「けもの道」（1979年） - 会田
- Gメン'75 第200話「大空港の幽霊」（1979年） - 影山次官
- 探偵物語 第17話「黒猫に罠を張れ」（1980年） - 中川次郎
- 桃太郎侍 第193話「お化け長屋の牛騒動」（1980年） - 奈良山宗健
- 西部警察シリーズ
  - 西部警察
    - 第39話「消えた大門軍団」（1980年） - 宮川本部長
    - 第78話「射殺」（1981年） - 南郷警備保障社長
    - 第123話「松田刑事・絶命!」（1982年） - 島貫勝人

  - 西部警察 PART-III
    - 第37話「さよならに接吻を－」（1984年） - 笠原組幹部・服部
- 源九郎旅日記 葵の暴れん坊
  - 第19話「海峡に吼えた父娘鈴」（1982年） - 犬飼正寛
  - 第35話「荒海に哭く恋人形」（1983年）
- 特捜最前線 第341話「殺人マラソンコース!」（1983年） - 堀田
- 火曜サスペンス劇場 / 家族の選択（1983年） - 勝岡竜太郎
- 水戸黄門 第15部 第11話「老公暗殺! 火炎地獄 -福岡-」（1985年） - 黒田綱政
- 大江戸捜査網 平成第1シリーズ 第1話「隠密同心参上!」（1990年） - 山中忠次郎
- 将軍家光忍び旅 第11話「峠に吹いた地獄風」（1991年） - 河合四郎兵衛 / 角造（二役）
- 女系家族（1991年） - 矢島嘉蔵

など

### 舞台
- 北島三郎・岡田茉莉子 特別公演『あばれ無法松』
- 山本譲二 特別公演『望郷しぐれ』
- 北島三郎 特別公演
  - 『国定忠治外伝・流転笠』
  - 『夕焼け三度笠』
  - 『兄弟仁義』
  - 『痛快人情時代劇 ねずみ小僧次郎吉』
  - 『任侠佐渡おけさ』
  - 『上州あばれ笠』
  - 『風雪ながれ旅』
  - 『度胸一代』
  - 『北海のはぐれ鳥』
  - 『どぶろくの辰』
  - 『清水次郎長』

など

## 音楽活動
シングル
- 『哀愁の園』（作詞：柴田忠夫／作曲：利根一郎。1957年1月発売。ビクター）